# Drosanthemum ambiguum
Drosanthemum ambiguum är en isörtsväxtart som beskrevs av L. Bol. Drosanthemum ambiguum ingår i släktet Drosanthemum och familjen isörtsväxter. Inga underarter finns listade i Catalogue of Life.